# Сгуститель
Сгуститель — аппарат непрерывного действия предназначенный для сгущения любой волокнистой массы путём её обезвоживания.
Сгуститель – аппарат для проведения процесса сгущения. Сгущение – процесс повышения концентрации твердого в пульпе, происходящий в результате осаждения в ней твердых частиц под действием массовых (гравитационных либо центробежных) сил. В сгустителе при оптимальном заполнении его материалом и установившемся режиме существует несколько зон. Вверху располагается зона осветленной жидкости, ниже – зона пульпы исходной плотности. Внизу находится зона уплотнения (консолидации). В этой зоне жидкость выделяется из пульпы в результате давления находящегося выше материала. В придонном слое пульпа дополнительно уплотняется гребками.
Сгустители применяются при обезвоживании целлюлозы, бумажной массы.
Сгущение происходит с помощью специального механизма — вращающегося в ванне с суспензией сеточного цилиндра в котором создаётся разрежение. Внутри цилиндра образуется слой сгущенной массы, которая отделяется от него лопастями или валиками.
Сгущение в основном производится в цилиндрических (радиальных) сгустителях с механической разгрузкой осадка. В зависимости от устройства механизма разгрузки осадка и, главным образом, от расположения привода этого механизма цилиндрические сгустители делятся на два типа: с центральным приводом и с периферическим.
Сгустители с центральным приводом и граблинами, закрепленными на консольном валу, по высоте могут иметь один или несколько ярусов. По этому признаку сгустители подразделяются на одно- и многоярусные.
Пластинчатые сгустители.
Пластинчатый сгуститель представляет собой камеру, в которой установлен пакет параллельных пластин, расположенных на расстоянии 35-50 мм друг от друга под углом 25-60° к горизонту. Поверхность сгущения в этих аппаратах численно равна сумме горизонтальных площадей всех пластин. По принципу действия пластинчатые сгустители делятся на прямоточные, противоточные и с поперечным потоком.